# Vilius Petrauskas
Vilius Petrauskas (* 21. Januar 1974) ist ein litauischer Strongman. Der nationale Meister und Vizemeister nahm ebenfalls an internationalen Strongman-Sportwettbewerben teil, darunter in Polen und der Ukraine. Er lebt in Panevėžys und arbeitet dort als Beamter (Oberermittler) der Stadtgemeinde Panevėžys am Obersten Polizeikommissariat des Bezirks Panevėžys.

## Leistungen
- 2003: Litauische Strongman-Meisterschaft, 1. Platz
- 2004: Litauische Strongman-Meisterschaft, 2. Platz
- 2005: Litauische Strongman-Meisterschaft, 3. Platz